# یواس‌اس ال‌اس‌تی-۵۴۸
یواس‌اس ال‌اس‌تی-۵۴۸ (به انگلیسی: USS LST-548) یک کشتی بود که طول آن ۳۲۸ فوت (۱۰۰ متر) بود. این کشتی در سال ۱۹۴۴ ساخته شد.